# Prymasowska Rada Społeczna
Prymasowska Rada Społeczna – organ doradczy prymasa Polski Józefa Glempa, powołany przez niego w grudniu 1981, składający się w większości z katolików świeckich.

## I kadencja (1981–1984)

### Działalność
Prymas Józef Glemp przystąpił do powołania Prymasowskiej Rady Społecznej w listopadzie 1981. W grudniu tegoż roku skierował do jej przyszłych członków zaproszenie, w którym wskazał, że celem Rady ma być analiza aktualnych zagadnień społecznych i politycznych oraz formułowanie "kierunków służby Narodowi". W skład Rady weszło początkowo 28 osób, wśród których nie było powiązanych z Episkopatem Polski doradców NSZZ „Solidarność”. Jej inauguracyjne posiedzenie odbyło się 12 grudnia 1981, na przewodniczącego Rady wybrano Stanisława Stommę.
Działalność Rady wstrzymało ogłoszenie 13 grudnia 1981 stanu wojennego. Kolejne posiedzenie odbyło się w dniu 23 stycznia 1982. Powołano wówczas trzy grupy robocze: do spraw społeczno-politycznych, do spraw gospodarczych oraz do spraw wyżywienia narodu i pomocy materialnej. Pierwszym przygotowanym dokumentem były tzw. "Tezy Prymasowskiej Rady Społecznej" opublikowane z datą 5 kwietnia 1982, poświęcone sytuacji politycznej w Polsce i warunkom postulowanej ugody społecznej pomiędzy władzą a społeczeństwem. Warunkiem tej ugody było m.in. reaktywowanie NSZZ „Solidarność”, jakkolwiek w dokumencie krytykowano nadmierny radykalizm "Solidarności" przed ogłoszeniem stanu wojennego. Tymczasowa Komisja Koordynacyjna NSZZ „Solidarność” uznała Tezy za możliwą płaszczyznę negocjacji, natomiast władze PRL nie były zainteresowane zarówno legalizacją "Solidarności", jak i pośrednictwem Kościoła.
Kolejnym dokumentem Rady były ogłoszone w maju 1982 "Propozycje Prymasowskiej Rady Społecznej w sprawach społeczno-gospodarczych", w których m.in. analizowano przyczyny kryzysu gospodarczego, wskazując na brak społecznej kontroli nad decyzjami gospodarczymi, nakazowy system zarządzania gospodarką oraz wadliwą politykę wobec rolnictwa i drobnej wytwórczości. Rada kolejny raz postulowała zawarcie ugody społecznej oraz wzywała do reformy systemu funkcjonowania gospodarki, przywrócenia wartości pracy ludzkiej oraz reformy polityki społecznej. 
Kolejne spotkania rady odbyły się w maju 1982, wrześniu 1982, październiku 1982, listopadzie 1982, lutym 1983, kwietniu 1983, czerwcu 1983, tematem kolejnych posiedzeń była zwykle analiza aktualnej sytuacji w Polsce, omawiano także pielgrzymkę Jana Pawła II do Polski. We wrześniu 1983 Rada zorganizowała ogólnopolskie seminarium poświęcone nowym formom pracy duszpasterskiej oraz kulturalno-wychowawczej Kościoła. Następnie kontynuowano bieżące posiedzenia. W listopadzie 1983 (Krzysztof Skubiszewski przedstawił wówczas opracowania "Kościół wobec polityki w dzisiejszej Polsce", powołano także zespoły – ds. polityki społecznej, kierowany przez Andrzeja Wielowieyskiego, ekonomiczny, kierowany przez Witolda Trzeciakowskiego, prawniczo-legislacyjny, kierowany przez Wiesława Chrzanowskiego i myśli politycznej, kierowany przez Stanisława Stommę. Dalsze spotkania odbyły się w lutym 1984 (dyskutowano wówczas kwestię samorządów pracowniczych), maju 1984 (dyskusja dotyczyła stosunku Kościoła do bieżącej polityki, październiku 1984 (dyskutowano o polityce rodzinnej władz PRL). Ostatnie posiedzenie odbyło się 9 grudnia 1984, a Rada I kadencji zakończyła swoje prace  (.

### Członkowie
Julian Auleytner (Warszawa), Olgierd Baehr (Poznań), Bogdan Bońkowski (Olsztyn), ks. Bronisław Dembowski (Warszawa), Grażyna Dziadkiewicz (Sosnowiec), Joanna Fabisiak (Warszawa) – sekretarz, Przemysław Fenrych (Szczecin), Jerzy Janik (Kraków) – członek prezydium, Maria Kokot (Opole), Jerzy Krzewicki (Kielce) – wiceprzewodniczący, Józef Łukaszewicz (Wrocław), ks. Józef Majka (Wrocław) – członek prezydium, Andrzej Micewski (Warszawa), Jerzy Pietrzak (Ostrów Wlkp.) – wiceprzewodniczący, Bogusław Piskorski (Szczecin), Aurelia Polańska (Gdynia) – członek prezydium, Jan Rejczak (Radom), Stefan Sawicki (Lublin), Krzysztof Skubiszewski (Poznań), Jędrzej Smulkowski (Gdynia), Stanisław Stomma (Warszawa) – przewodniczący, Bolesław Suszka (Kórnik), Leonard Szymański (Poznań), Andrzej Święcicki (Warszawa) – członek prezydium, Jerzy Turowicz (Kraków), Andrzej Tyc (Toruń), Andrzej Wielowieyski (Warszawa), Czesław Zgorzelski (Lublin). Od listopada 1982: Wiesław Chrzanowski (Warszawa) i Witold Trzeciakowski (Warszawa).

## II kadencja (1986–1990)

### Działalność
W czerwcu 1986 Prymas Polski powołał Radę II kadencji, jej przewodniczącym został Władysław Findeisen. Ostateczny skład gremium ukształtował się we wrześniu 1986, jakkolwiek pierwsze jego posiedzenie odbyło się 21 czerwca 1986.
Rada ogłosiła m.in. następujące opracowania: Młode pokolenie wobec katolicyzmu i Kościoła (styczeń 1987), Katolicy w życiu publicznym (lipiec 1987), Emigracja młodych Polaków (luty 1988), Przygotowanie godności i wartości pracy (styczeń 1989), Katolicy wobec kryzysu ekologicznego (grudzień 1989), W sprawie obrony życia (kwiecień 1990), Problemy wychowania w Polsce w roku 1990 (czerwiec 1990). W maju 1988 sformułowała oświadczenie w reakcji na krytyczne położenie ekonomiczne Polski, wskazując przy tym, że liczne grupy społeczne ograniczone są w swoich prawach i nie mogą wyrazić publicznie swoich poglądów, w kwietniu 1989 wezwała do wsparcia wyborów parlamentarnych w czerwcu tego roku. Przygotowała także przyjęty jednak krytycznie przez prymasa i niektórych jej członków tekst Poszanowanie światopoglądów w państwie i społeczeństwie (1988).
Rada zakończyła działalność w październiku 1990.

### Członkowie
Henryk Dutkiewicz (Katowice), Mirosław Dzielski (Kraków), Władysław Findeisen (Warszawa), Maciej Giertych (Poznań), Aleksander Hall (Gdańsk), ks. Helmut Juros (Warszawa), Tadeusz Klimski (Warszawa), Maja Komorowska (Warszawa), Tadeusz Krupiński (Wrocław), Andrzej Łapicki (Warszawa), Jan Mędrzak (Łódź), Jan Nielubowicz (Warszawa), Grzegorz Pieńkowski (Warszawa), Maria Joanna Radomska (Warszawa), Bogdan Romański (Bydgoszcz), Jan Sielicki (Poznań), Krzysztof Starnawski (Radom), Jan Szafraniec (Białystok), Wojciech Szaraniec (Warszawa), Jacek Walczewski (Kraków), Seweryn Wiechowski (Szczecin), Halina Winiarska (Gdańsk), s. Zofia Zdybicka (Lublin).